# 真璃子 少しだけフェリーク
真璃子 少しだけフェリーク（まりこ すこしだけフェリーク）は、文化放送の制作により放送されていたラジオ番組。1987年4月12日開始、1987年10月4日終了。放送時間は毎週日曜日24:00〜24:20。

## 概要
文化放送においては、共に1987年4月改編で終了した『サウンドメルヘン 真璃子胸さわぎ』（土曜日22:30〜23:00）、『真璃子 ファイブ・ミニッツ・モア』（月〜金23:50〜23:55）に代わるレギュラー番組。最初の番組コンセプトには、パーソナリティの真璃子が世間での流行についてその現象とエリア、話題の人などを自分の感覚でとらえて分析というものがあった。かかる曲は主に真璃子の曲1曲と新旧のニューミュージック、洋楽、ポップスから選んだ2曲、この3曲を交えて真璃子自身の近況のトークとお便り紹介などで構成されていた。
届いたはがきの数は週平均で200〜300通。真璃子のデビュー当時からのファンが3人常連リスナーとして居たという。はがき採用者へのプレゼントには「ビリーベア」のトレーナーやTシャツなどがあった。

## 主なコーナー
日記朗読
- 真璃子自身が綴った日記を朗読[1]。

ビデオ情報
- 1987年7月から開始[2]。

## スタッフ
- 構成作家：山田美保子[2]
- ディレクター：酒井良知[2]